# Xai-Xai (miasto)
Xai-Xai (dawniej João Belo) – główne miasto prowincji Gaza, w południowym Mozambiku. Oddalone od Maputo (stolica) o 224 km. Według spisu z 2017 roku liczy 132,9 tys. mieszkańców. Miejscowość pełni również funkcję gminy (port. município) z wybieranym w wyborach samorządem.
Xai-Xai położone jest nad Oceanem Indyjskim u ujścia rzeki Limpopo, a wokół niego rozciągają się równiny, na których uprawiany jest ryż. Z powodu swojego położenia (nad rzeką) Xai-Xai przeżyło już około 2000 powodzi. Miasto posiada atrakcyjną pod względem turystycznym plażę Praia do Xai-Xai.